# Ai Weiwei: Never Sorry
Ai Weiwei: Never Sorry (艾未未：道歉你妹S) è un film documentario del 2012 diretto da Alison Klayman.
La pellicola è incentrata sulla vita dell'artista e attivista cinese Ai Weiwei.
La regista statunitense ha ricevuto il premio speciale della giuria al Sundance Film Festival 2012 per il film, il quale ha aperto l'Hot Docs Canadian International Documentary Festival il 26 aprile 2012. La pellicola ha anche ricevuto un premio speciale al Passion For Freedom Festival del 2012 a Londra. In Italia il film è stato presentato per la prima volta al Biografilm Festival il 13 luglio 2012.

## Trama
La vita di Ai Weiwei è mostrata attraverso gli episodi più significativi a partire dal dicembre 2008, anno del primo incontro tra Weiwei e la regista. Vengono presentate la mostra di Weiwei alla Haus der Kunst di Monaco di Baviera nel settembre 2009 e la mostra di Tate Modern dell'anno dopo. Nel film sono presenti numerosi momenti in cui Weiwei subisce varie pressioni da parte dalle autorità cinesi come quando fu percosso dalla polizia di Chengdu subendo una grave lesione alla testa oppure quando il governo cinese decide di radere al suolo il suo monocale a Shanghai.
Il documentario mostra anche momenti di vita quotidiana dell'artista, il suo rapporto con la moglie, il figlio (avuto da una vecchia relazione), la madre e il padre, quest'ultimo deceduto nel 1996 e anch'egli perseguitato dal governo comunista.